# Porto de Port Hedland
O Porto de Port Hedland é um dos maiores portos especializados em minério de ferro do mundo e o maior da Austrália, situado no estado da Austrália Ocidental. Em 2011 foi responsável pelo maior volume de carregamento no país.

## História
Nomeado em homenagem ao capitão Hedland, comandante de um navio ali ancorado em 1863, a localidade de Port Hedland desenvolveu-se de modo a atender às necessidades da região de Pilbara Oriental. O primeiro cais foi construído em 1896 e expandido em 1908, após a descoberta de ouro na região de Marble Bar.

Até a década de 1930 o porto era predominantemente usado para a importação de material para as indústrias locais e para a exportação de pérolas, gado, ouro, cobre, estanho e lã. Com o fim da Segunda Guerra Mundial o porto começou a exportar quantidade significativa de manganês.
A década de 1960 viu o desenvolvimento do porto através das indústrias ligadas ao minério de ferro e do sal. Mount Goldsworthy Mining Associates, uma companhia mais tarde absorvida pela BHP Billiton, fez a dragagem de um canal de aproximação e uma bacia de viragem para embarcações para porte de até 65 000 toneladas. Enquanto isso, a Leslie Salt Company (depois Dampier Salt Limited, parte da Rio Tinto Group), construiu um cais com apoio em terra e facilidade para realizar a exportação de sal e combustível. Outra dragagem foi realizada após a Mount Newman Mining Company, subsidiária da BHP Billiton, escolheu Port Hedland como seu porto de exportação. Esse trabalho permitiu a entrada de navios com porte de até 120 000 toneladas.
Entre a década de 1960 e a atualidade, com os extensivos trabalhos de dragagem e expansão fizeram com que o porto de Port Hedland fosse capaz de abrigar 15 ancoradouros capazes de carregar diversos tipos de produtos e bens, em embarcações com portes de 25 000 a 320 000 toneladas. Entre 2005 e 2006, Port Hedland tornou-se o primeiro porto australiano a exportar mais de 100 milhões de toneladas anuais. Entre 2010 e 2011, o porto exportou um recorde de 199 milhões de toneladas, fazendo dele o maior porto por tonelagem da Austrália.

## Embarcadouro
A alocação de embarcadouros inclui um acordo comercial entre a autoridade portuária de Port Hedland e a empresa BHP conhecido como o "acordo de  Harriet Point:
- Finucane Island - cais (BHP) C,D,G & H, PHPA Wharf 4
- Anderson Point berths - cais (AP) 1,2,3
- South West Creek - Roy Hill e North West Infrastructure
- Inner Harbour  - cais (PHPA) 1,2 & 3 e cais (BHP) A,B,E & F[6]

## Galeria
Os navios chegando e saindo do porto acessam a baía por um estreito e curvado canal. As fotos a seguir mostram um navio graneleiro com 225 m de comprimento, o Darya Shanthi, usando o canal para entrar na baía. Visível em cada uma das imagens está o conjunto de manguezais da baía.

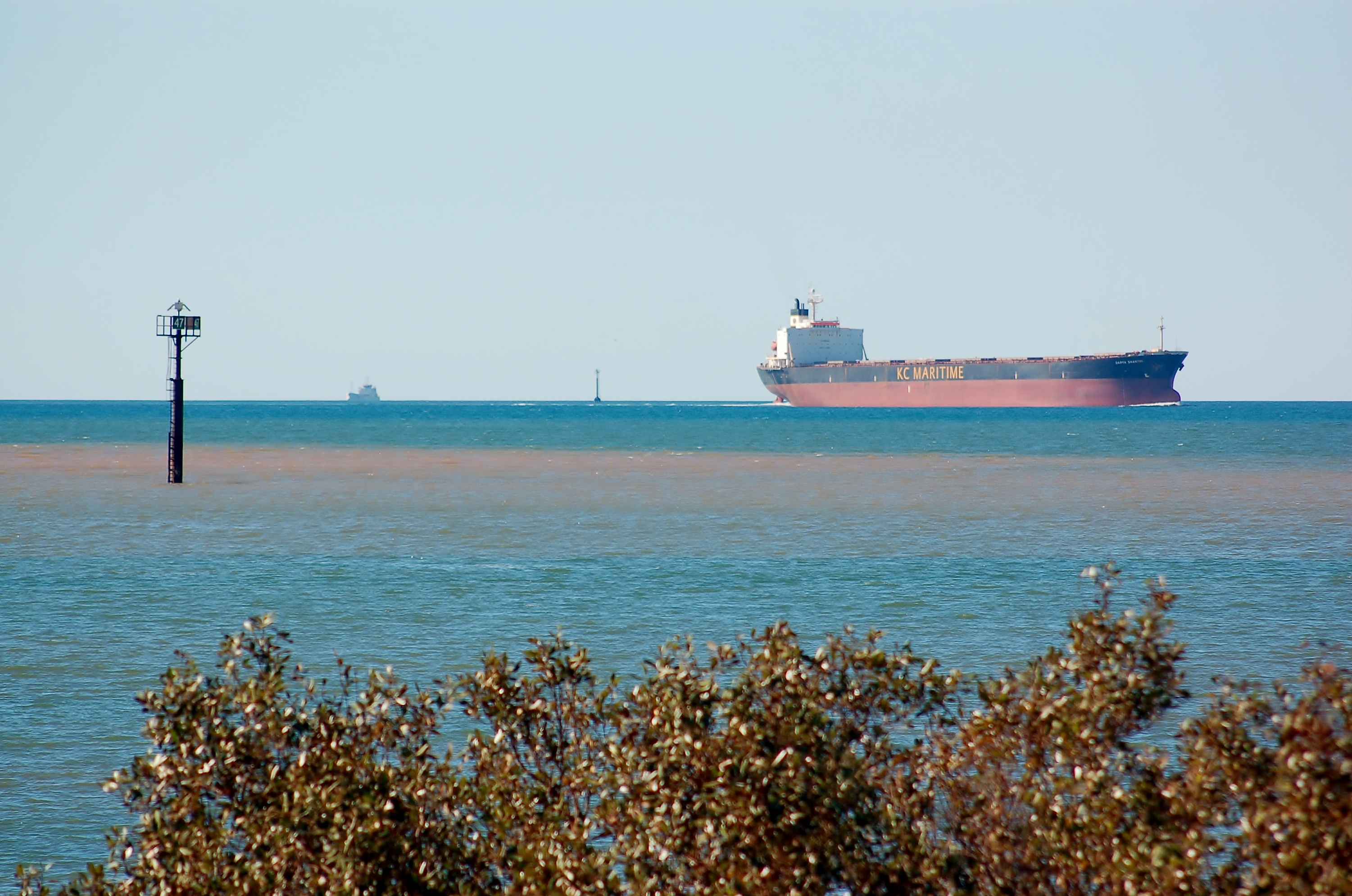
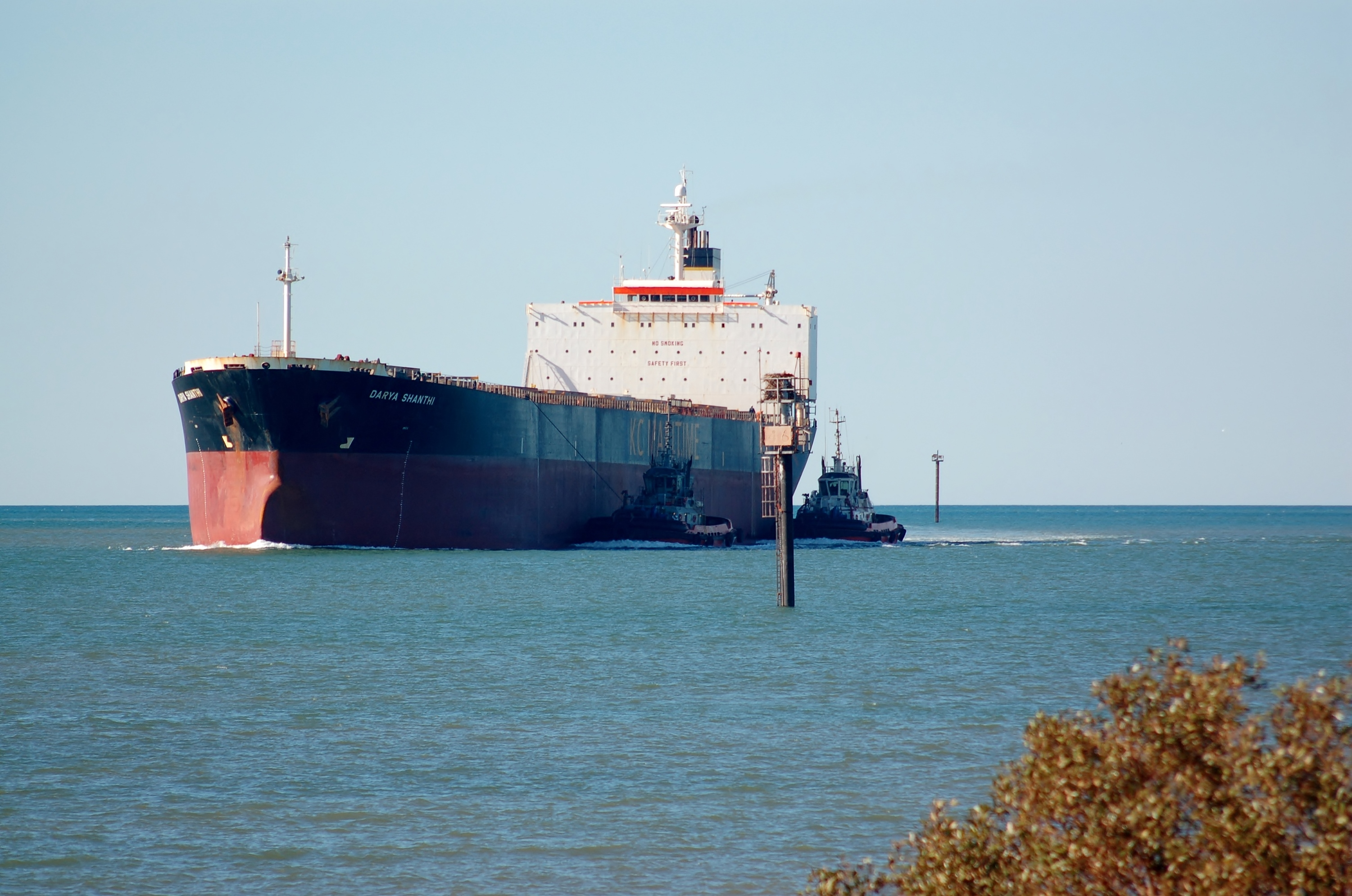
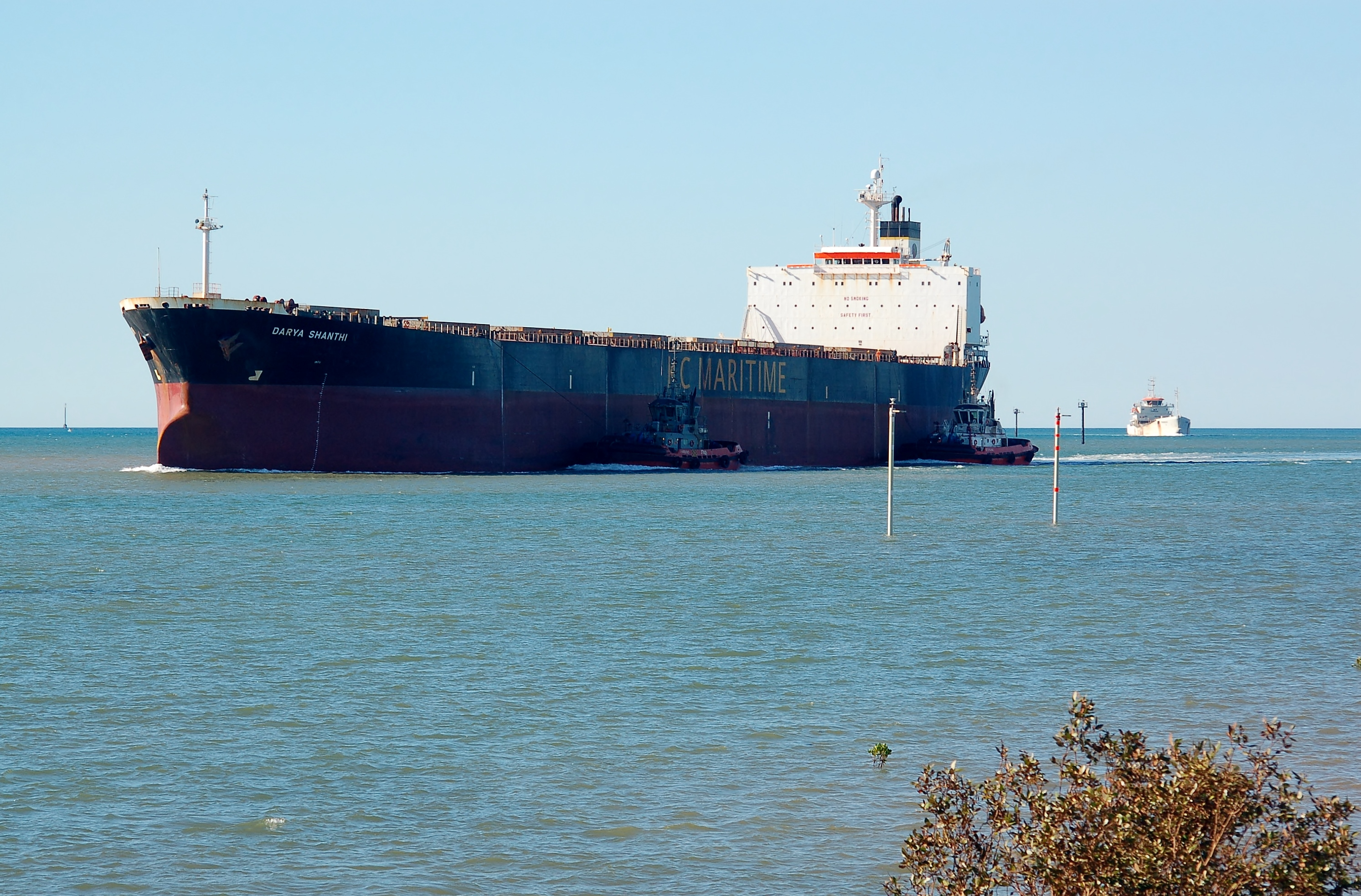
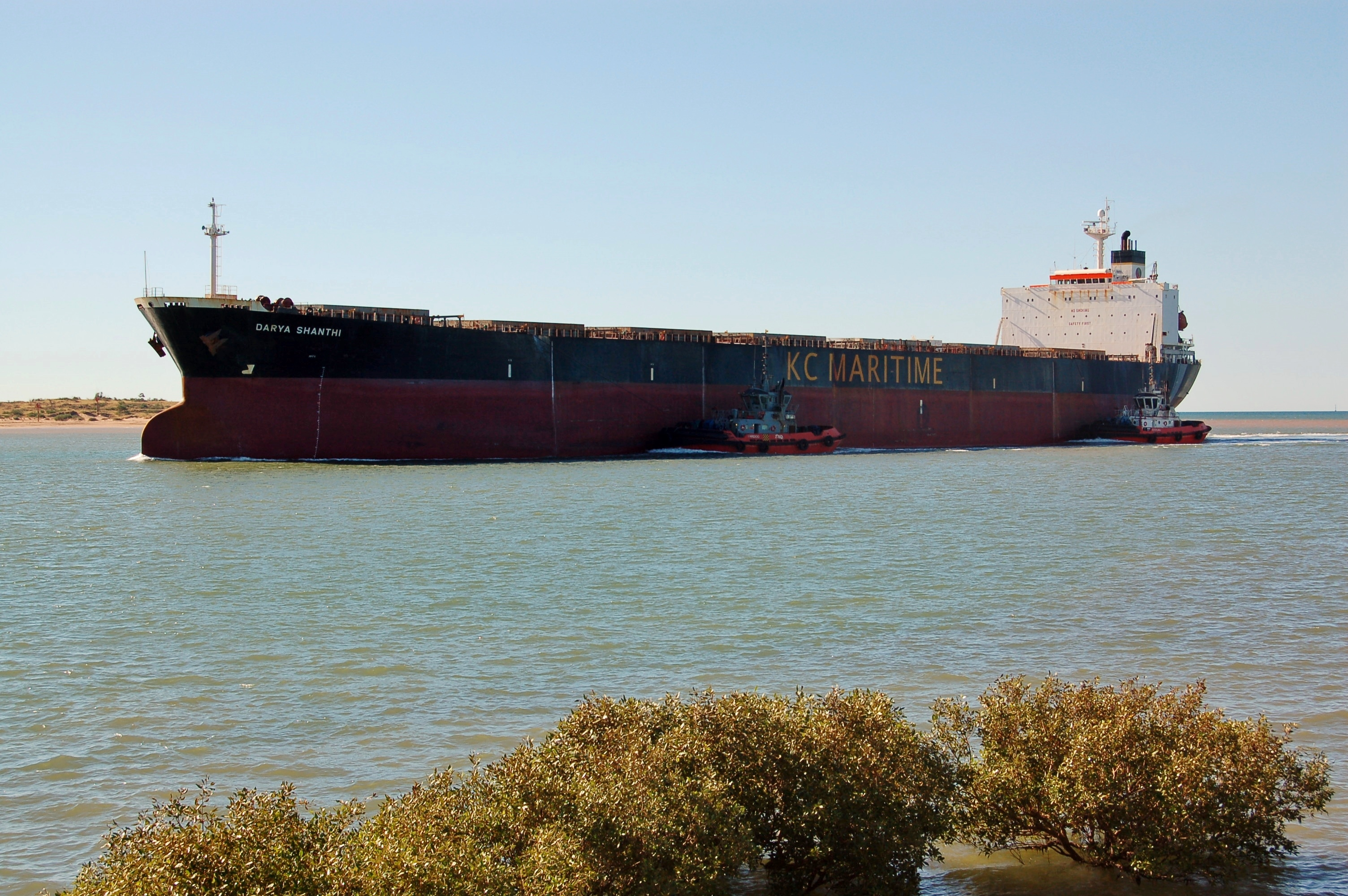

## Estatísticas
|                                         | 2012        | 2011        | 2010        | 2009        | 2008        | 2007        |
| Carga total (toneladas)                 | 246 672 060 | 199 002 079 | 178 625 449 | 159 390 660 | 130 707 208 | 111 809 432 |
|                                         |             |             |             |             |             |             |
| Importações                             |             |             |             |             |             |             |
| Ácido sulfúrico                         | 10 003      | 6 011       | –           | 73 577      | 69 649      | 145 336     |
| Betume                                  | –           | –           | –           | 3 185       | 1 284       | 3 825       |
| Soda cáustica                           | –           | 4 166       | –           | 7 433       | 7 032       | –           |
| Nitrato de amônia                       | 16 100      | –           | –           | –           | 389         | –           |
| Cimento                                 | 186 870     | 98 573      | 163 604     | 82 803      | 25 148      | –           |
| Óleo combustível                        | 1 216 044   | 988 990     | 822 794     | 713 226     | 619 957     | 527 256     |
| Cargas em geral                         | 227 186     | 172 285     | 167 796     | 128 642     | 70 487      | 136 022     |
| Total de exportações (toneladas)        | 1 656 203   | 1 270 025   | 1 154 194   | 1 008 866   | 793 946     | 812 439     |
|                                         |             |             |             |             |             |             |
| Exportações                             |             |             |             |             |             |             |
| Minério de ferro                        | 238 932 735 | 192 548 683 | 173 957 507 | 153 895 882 | 125 267 292 | 106 616 567 |
| Minério de ferro pré-reduzido           | –           | –           | –           | –           | –           | –           |
| Minério de ferro pré-reduzido (limalha) | –           | –           | 44 576      | 324 389     | 321 702     | –           |
| Manganês                                | 1 958 419   | 1 881 708   | 1 645 950   | 920 216     | 1 217 026   | 1 184 927   |
| Cromita                                 | 411 647     | 173 236     | 143 421     | 180 128     | 209 792     | 219 337     |
| Cobre                                   | 433 904     | 461 383     | 479 545     | 423 050     | 417 075     | 249 824     |
| Feldspato                               | –           | –           | –           | –           | –           | –           |
| Sal                                     | 3 197 203   | 2 623 412   | 1 165 401   | 2 609 954   | 2 409 527   | 2 669 441   |
| Sucata                                  | 70 245      | 39 002      | 25 150      | 20 008      | 39 051      | –           |
| Gado                                    | –           | –           | 7 817       | 5 825       | 7 951       | 6 335       |
| Cargas em geral                         | 11 703      | 4 630       | 1 888       | 2 342       | 23 846      | 50 562      |
| Total de exportações (toneladas)        | 245 015 856 | 197 732 054 | 177 471 255 | 158 381 794 | 129 913 262 | 110 996 993 |
|                                         |             |             |             |             |             |             |
| Transporte marítimo                     |             |             |             |             |             |             |
| Tonelagem bruta registrada              | 145 056 987 | 112 081 735 | 100 040 087 | 74 012 123  | 63 614 547  | 62 370 169  |
| Porte de tonelagem                      | 277 313 992 | 216 454 152 | 193 442 785 | 142 870 875 | 122 810 231 | 120 119 965 |
| Número de embarcações                   | 1 843       | 1 474       | 1 303       | 1 027       | 888         | 925         |